# Sillebro Ådal
Sillebro Ådal er et ca. 1,8 km. langt natur- og fritidsområde i Frederikssund by. Det strækker sig øst-vest fra Frederikssundsvej og ind til bymidten. Området indeholder bl.a. bade- og fiskebro, grillplads og bålhytter og gennemskæres af Sillebro Å.
Ådalen er samtidigt et naturgenopretningsprojekt, hvor Sillebro Å er ført tilbage til sit oprindelige løb, og området tjener desuden som opsamling af vand ved voldsomme regnskyl.